# Tollerton, North Yorkshire
Tollerton är en ort och civil parish i Storbritannien.   Den ligger i grevskapet North Yorkshire och riksdelen England, i den centrala delen av landet, 290 km norr om huvudstaden London. Tollerton ligger 22 meter över havet och antalet invånare är 827.
Terrängen runt Tollerton är platt. Runt Tollerton är det ganska tätbefolkat, med 67 invånare per kvadratkilometer. Närmaste större samhälle är York, 14,9 km sydost om Tollerton. Trakten runt Tollerton består till största delen av jordbruksmark.